# Station Sliedrecht
Station Sliedrecht is het station van Sliedrecht en ligt op de MerwedeLingelijn, een onderdeel van de Betuwelijn. Er rijden treinen richting Dordrecht en Geldermalsen. Het traject bestaat grotendeels nog uit enkelspoor. Op Station Sliedrecht is een extra spoor zodat treinen in beide richtingen elkaar hier kunnen passeren.
Het station werd geopend op 16 juli 1885. Het oude stationsgebouw was identiek aan het, inmiddels afgebroken, allereerste station Hardinxveld-Giessendam. Het nog bestaande station Leerdam is er een verkleinde versie van.
In 1985 werd een nieuw, kleiner stationsgebouw in kubistische stijl geopend. De architect van dit bouwwerk was Rob Steenhuis. Reden hiervoor is dat de exploitatie van het oude gebouw te duur was vanwege de grootte en de afstand tot het centrum. Het oude gebouw is wel behouden gebleven, er is een restaurant in gevestigd genaamd Heeren van Slydregt. Inmiddels is het nieuwere gebouw weer gesloopt.
Om ook in de behoefte van inwoners aan de westzijde van Sliedrecht en de oostzijde van Papendrecht te voorzien is er een tweede treinstation in Sliedrecht: Sliedrecht Baanhoek. Dit station ligt boven aan de spoordijk, tussen dit station en Dordrecht Stadspolders en is in 2011 geopend. Het station is in 2012 opgenomen in de nieuwe dienstregeling. Station Sliedrecht zelf ligt op enige afstand van het stadscentrum.
Station Sliedrecht heeft tot in de jaren 90 een relatief druk goederenvervoer gekend. De grootste klant was de firma Eelart Kramer Sliedrecht (EKS), die Alpenkreuzers importeerde vanuit een fabriek in Brand-Erbisdorf  (voormalige DDR). Deze Alpenkreuzers kwamen op autolaadwagens naar Sliedrecht en werden op de losweg naast het station ervan afgereden. Een andere klant was de firma Praneda uit Papendrecht, die via het spoor tractoren importeerde vanuit de Zetor fabriek in Brno (voormalig Tsjechoslowakije. Wegens regelmatige wagentekorten in het Oostblok werden de tractoren vaak vervoerd in kolenwagentjes.

## Voorzieningen
Het station is toegankelijk voor invaliden. Op het station zijn fietskluizen en een fietsenstalling. Naast het station is een P+R. Achter het station is een bushalte met overstapmogelijkheden naar het centrum van Sliedrecht, Utrecht, Rotterdam, Gorinchem en dorpen in de Alblasserwaard. Alle busdiensten worden verzorgd door Qbuzz.

## Foto's

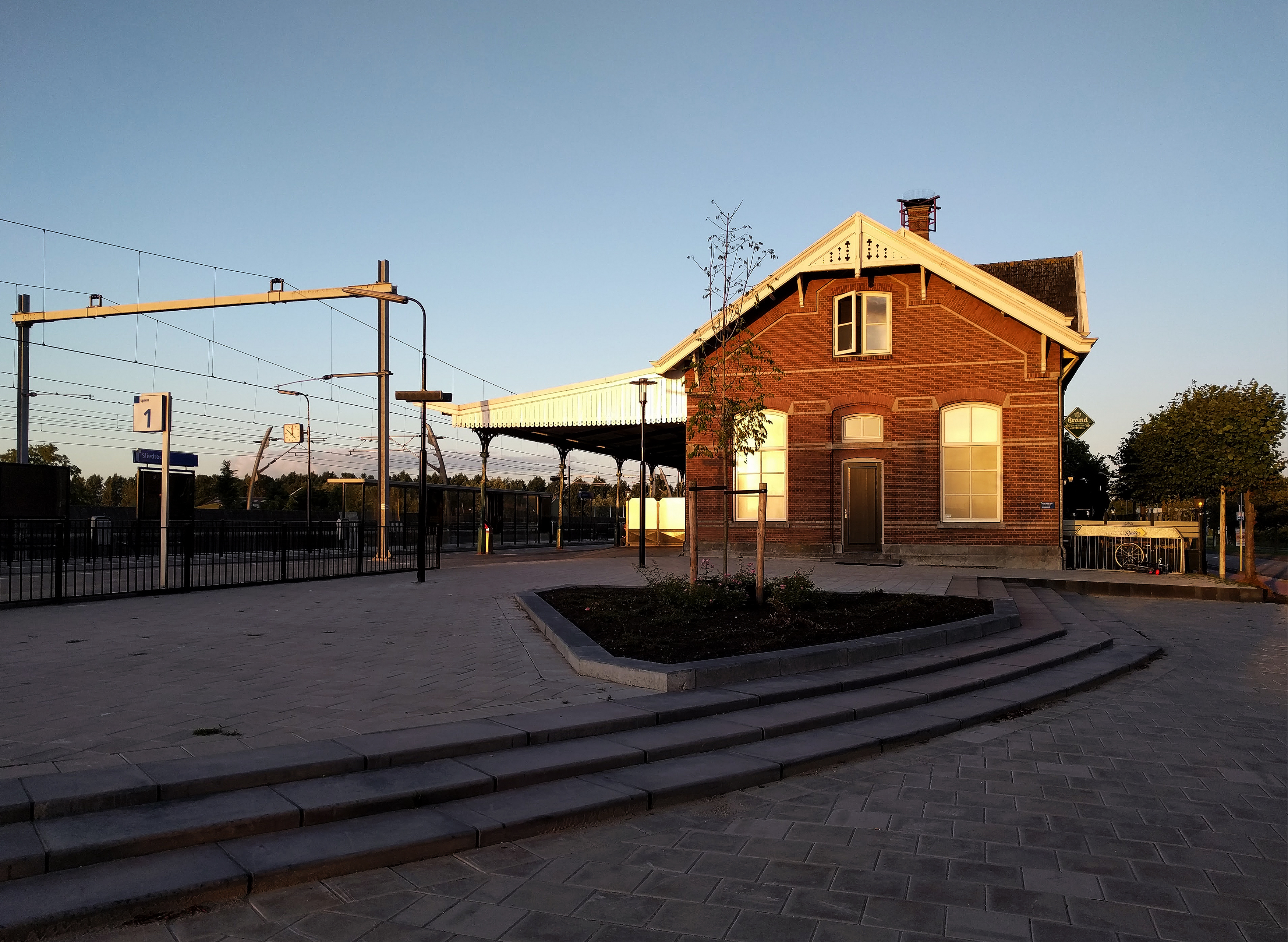
Station in 2017.
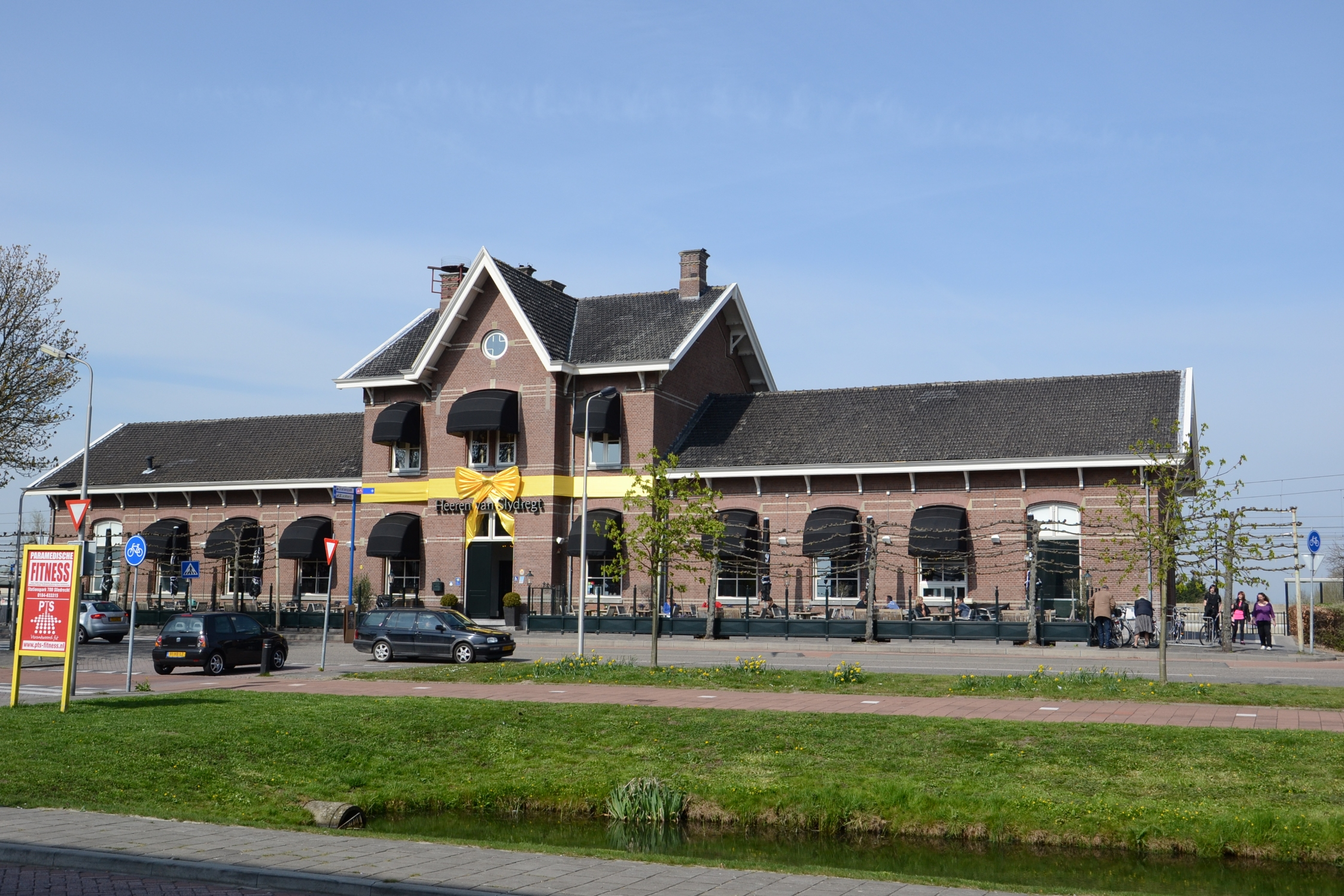
Het stationsgebouw in feeststemming.
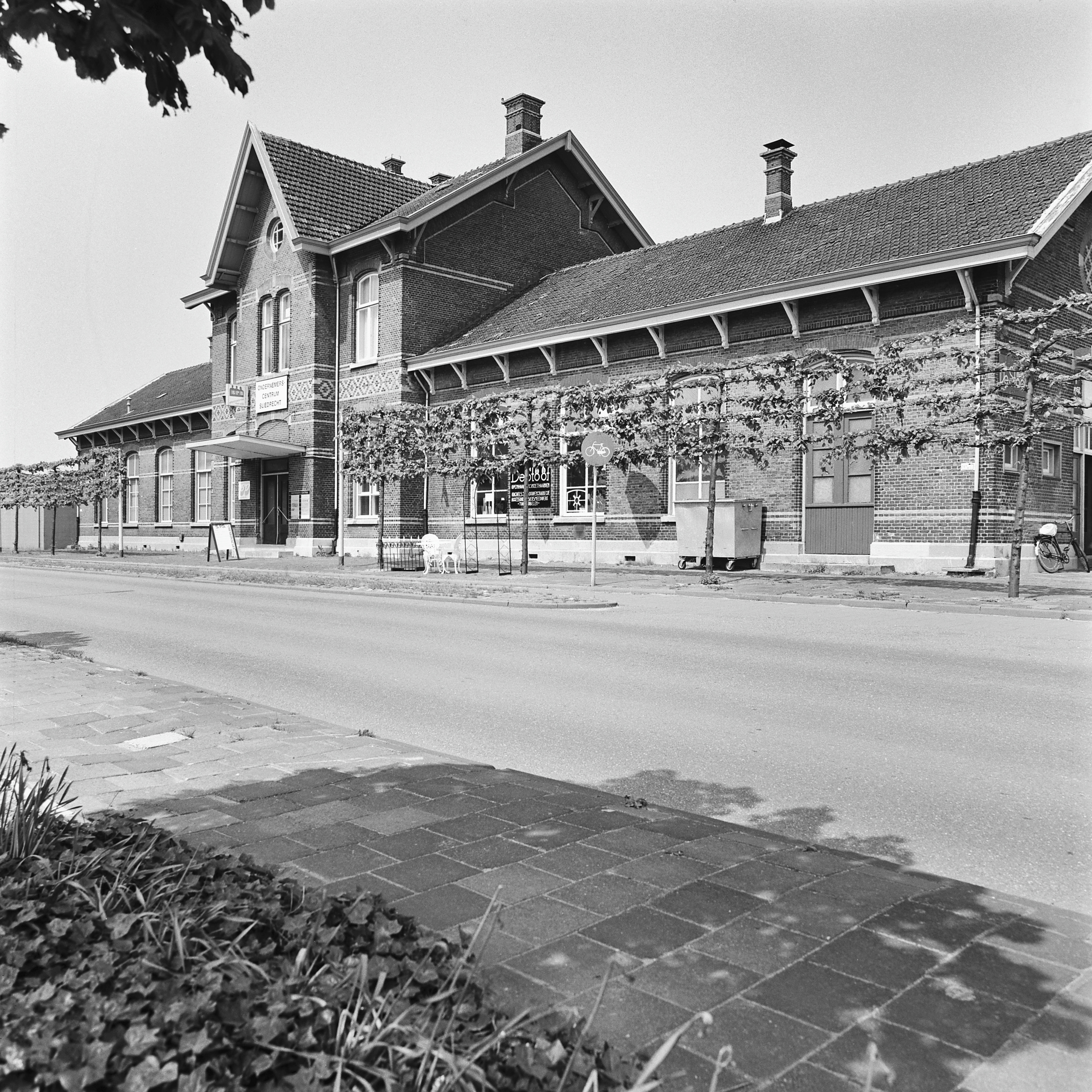
Station Sliedrecht straatzijde in 1992.
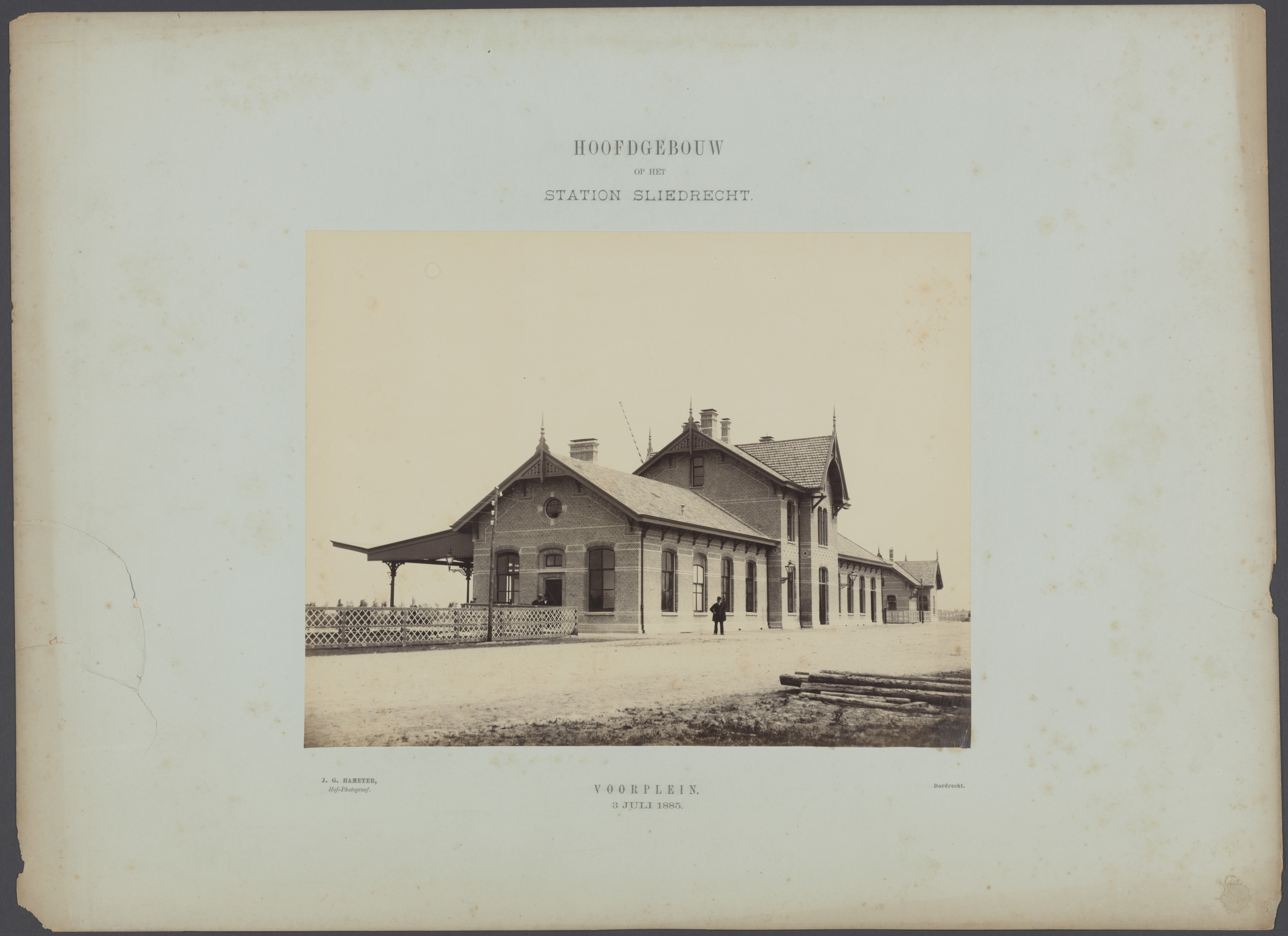
Hoofdgebouw van het station in 1885.
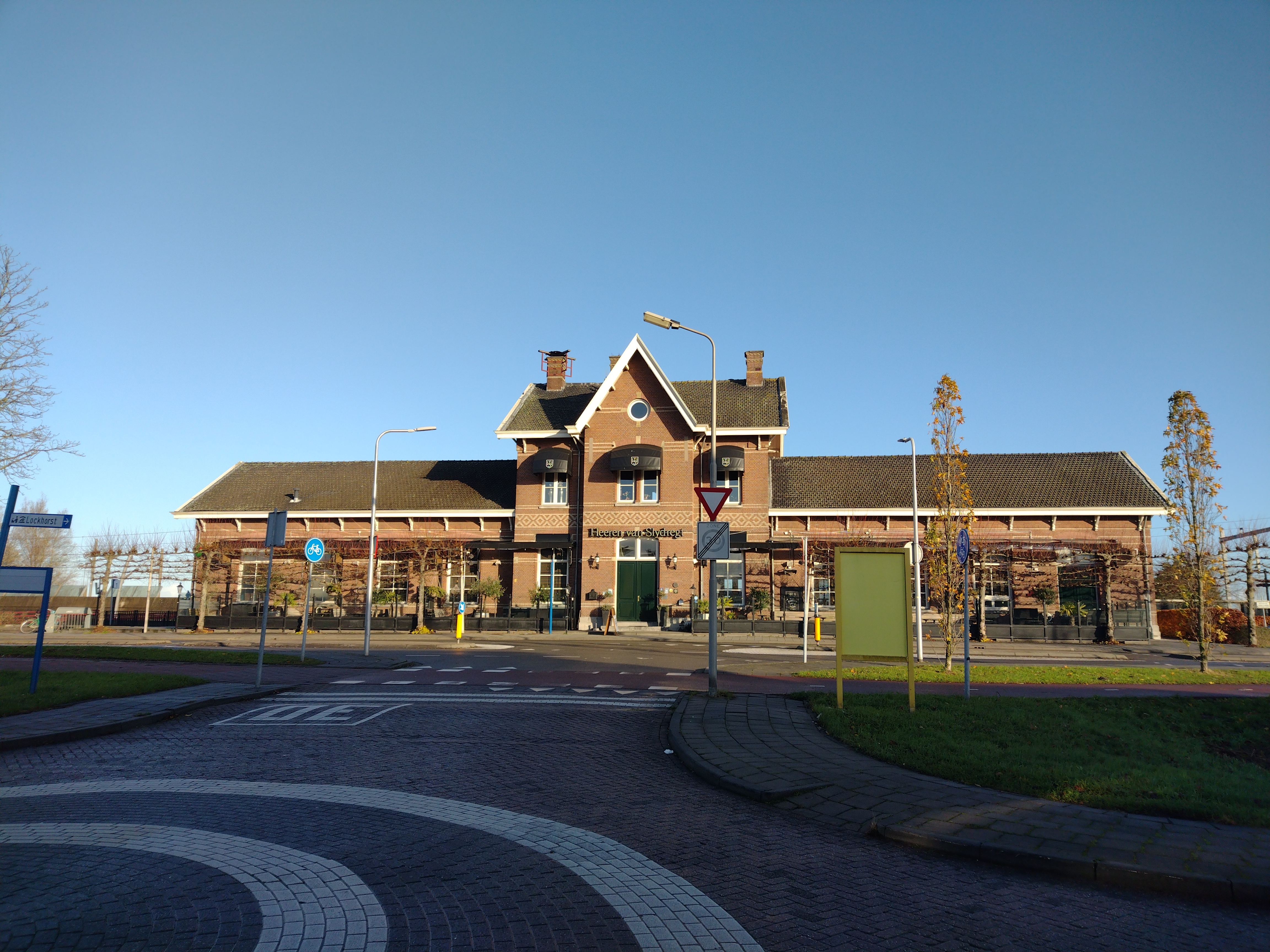
Station in 2024
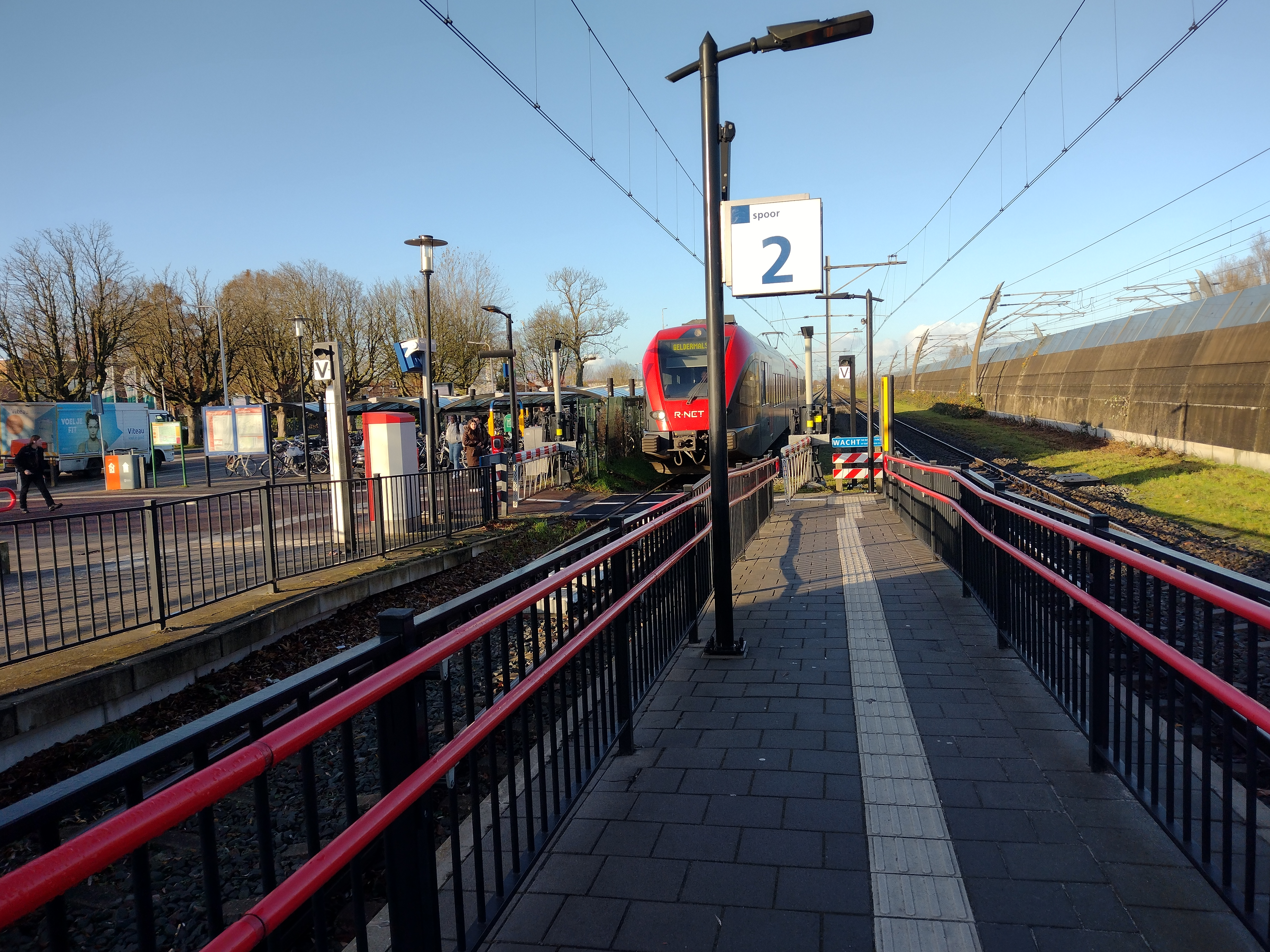
Spurt van R-NET rijdt het station binnen

## Dienstregeling
Het station wordt in de dienstregeling 2025 door de volgende treinseries bediend:
| Serie | Treinsoort        | Route                                             | Bijzonderheden                                                           |
| ----- | ----------------- | ------------------------------------------------- | ------------------------------------------------------------------------ |
| 7100  | Stoptrein (Qbuzz) | Dordrecht – Sliedrecht – Gorinchem                | Rijdt onder de formule van R-net. Stopt niet in Hardinxveld Blauwe Zoom. |
| 7200  | Stoptrein (Qbuzz) | Dordrecht – Sliedrecht – Gorinchem – Geldermalsen | Rijdt onder de formule van R-net.                                        |

0: Elst ·
1: Vork ·
6: Valburg ·
11: Zetten-Andelst ·
15: Hemmen-Dodewaard ·
17: Opheusden ·
21: Kesteren ·
25: Schaapsteeg ·
27: Echteld ·
33: Tiel ·
35: Tiel Passewaaij ·
37: Wadenoijen ·
41: Utrechtsche Straatweg ·
45: Geldermalsen ·
51: Beesd ·
55: Rhenoy ·
58: Leerdam ·
66: Arkel ·
Gorinchem Noord ·
71: Gorinchem ·
73: Schelluinen ·
75: Giessen-Nieuwkerk ·
77: Boven Hardinxveld ·
78: Hardinxveld-Giessendam (1885) ·
79: Hardinxveld-Giessendam (1957) ·
80: Gasfabriek ·
Hardinxveld Blauwe Zoom ·
84: Sliedrecht ·
87: Sliedrecht Baanhoek ·
90: 't Visschertje ·
91: Dordrecht Stadspolders ·
94: Dordrecht
Alphen a/d Rijn ·
Arkel · 
Barendrecht · 
Bodegraven · 
Boskoop · 
-Snijdelwijk · 
Boven Hardinxveld · 
Capelle Schollevaar · 
De Vink · 
Delft · 
-Campus · 
Den Haag:
-Centraal · 
-HS ·
-Laan van NOI · 
-Mariahoeve · 
-Moerwijk · 
-Ypenburg · 
Dordrecht · 
-Stadspolders ·
-Zuid ·
Gorinchem · 
Gouda · 
-Goverwelle · 
Hardinxveld:
-Blauwe Zoom · 
-Giessendam · 
Hillegom · 
Lansingerland-Zoetermeer · 
Leiden:
-Centraal · 
-Lammenschans · 
Nieuwerkerk a/d IJssel · 
Rijswijk · 
Rotterdam:
-Alexander · 
-Blaak · 
-Centraal · 
-Lombardijen · 
-Noord · 
-Stadion · 
-Zuid · 
Sassenheim · 
Schiedam Centrum · 
Sliedrecht · 
-Baanhoek · 
Voorburg · 
Voorhout · 
Voorschoten ·
Waddinxveen · 
-Noord ·
-Triangel ·
Zoetermeer · 
-Oost · 
Zwijndrecht
Geplande stations:
Gorinchem Noord · Hazerswoude-Koudekerk · Schiedam Kethel
Voormalige stations: zie de lijst van voormalige spoorwegstations in Zuid-Holland